# Liste von Jazzmusikern/O
| Abk.  | Instrument           |
| ----- | -------------------- |
| acc   | Akkordeon            |
| acl   | Altklarinette        |
| afl   | Altflöte             |
| arr   | Arrangement          |
| as    | Altsaxophon          |
| b     | Bass                 |
| bar   | Baritonsaxophon      |
| bcl   | Bassklarinette       |
| bjo   | Banjo                |
| bl    | Bandleader           |
| bo    | Bongo                |
| bs    | Basssaxophon         |
| cl    | Klarinette           |
| clo   | Cello                |
| comp  | Komponist            |
| cond  | Dirigent             |
| cor   | Kornett              |
| dr    | Schlagzeug           |
| eh    | Englischhorn         |
| ep    | Elektronisches Piano |
| fg    | Fagott               |
| fl    | Flöte                |
| flh   | Flügelhorn           |
| frh   | Frenchhorn           |
| gisy  | Gitarrensynthesizer  |
| git   | Gitarre              |
| gl    | Glockenspiel         |
| har   | Mundharmonika        |
| harp  | Harfe                |
| kb    | Kontrabass           |
| keyb  | Keyboard             |
| lyra  | Lyra                 |
| mando | Mandoline            |
| mar   | Marimba              |
| obo   | Oboe                 |
| org   | Orgel                |
| p     | Piano                |
| perc  | Perkussion           |
| picb  | Piccolobass          |
| pictp | Piccolotrompete      |
| reeds | Holzblasinstrumente  |
| sax   | Saxophon             |
| ss    | Sopransaxophon       |
| syn   | Synthesizer          |
| tb    | Tuba                 |
| th    | Tenorhorn            |
| tp    | Trompete             |
| trb   | Posaune              |
| ts    | Tenorsaxophon        |
| tt    | Turntables           |
| vib   | Vibraphon            |
| viola | Viola                |
| vl    | Violine              |
| voc   | Gesang               |

Diese Liste ist eine Unterseite der Liste von Jazzmusikern.

## Oa – Ol
- Dick Oatts as, ts
- Maciej Obara as
- Tetsujiro Obara dr
- Tilman Oberbeck b
- Uwe Oberg p
- Andreas Öberg git
- Lada Obradović dr, voc, comp
- Ingrid Oberkanins perc, vib, dr, comp
- Mali Obomsawin kb, voc
- Floyd O’Brien trb
- Jimmy O’Bryant cl, bl
- Ray Stephen Oche tp, fl, voc, comp, cond
- Hans-Peter Ockert tp, comp, arr, cond
- Matthias Ockert git, comp
- Bill O’Connell p
- Mark O’Connor vl, git
- Satoru Oda ts
- Anita O’Day voc
- Aidan O’Donnell kb
- John Oddo p, keyb, arr
- Finn Odderskov ss, as, bar, ts, cl, cond
- Brian Odgers b
- Tim O’Dwyer sax, bcl, comp
- Mic Oechsner vl, comp
- Christoph Oeding git, comp
- Göran Ödner sax, vln
- Rune Öfwerman p, arr
- Matti Oehl as, comp
- Karin Oehler voc
- Jamie Oehlers ts
- Lothar Ohlmeier ss, ts, bcl
- Hildegunn Øiseth tp, flh, bukkehorn, comp
- Niels-Henning Ørsted Pedersen kb
- Jeanaine Oesch voc, b, comp
- Bänz Oester b, bl
- Jan Oestreich kb
- Dan Oestreicher bar, as, bs, recorder
- Joscha Oetz kb
- Bernd Oezsevim  dr
- Adam O’Farrill tp
- Arturo O’Farrill p, comp, arr, bl
- Chico O’Farrill comp, arr, bl
- John O’Gallagher as
- Chiaki Ogasawara voc
- Michiko Ogawa p
- Toshihiko Ogawa p
- Antoine Ogay kb
- Brian Ogilvie ts, as, cl
- Sakurako Ogyu p
- Linda Oh b
- Betty O’Hara trb, tp, flhn, v-trb, euph, horn, voc
- Husk O’Hare bl
- Dave O’Higgins ss, ts
- Judith O’Higgins ts
- Takashi Ohi vib
- Junichiro Ohkuchi p
- Phil Ohman p, bl, comp
- Fred Ohms trb
- Eri Ohno voc
- Kanji Ohta p
- Toshio Oida voc
- Bob Ojeda tp, arr
- Tsutomu Okada kb
- Hitoshi Okano tp
- Miles Okazaki git, comp
- Yoshirō Okazaki tp, flhn
- Akira Okazawa e-b
- Ugonna Okegwo b
- Hideko Okiyama voc
- Tiger Okoshi tp
- Rieko Okuda p, electr
- Shingo Okudeira dr
- Jakow Okun p, keyb
- Kálmán Oláh p, comp, arr
- Linda Oláh voc, comp
- Ruth Olay voc
- Mark O’Leary git, comp
- Pat O’Leary kb
- Bartlomiej Oles dr, perc
- Lou Oles tp
- Darek Oleszkiewicz b, comp
- Marcin Oles kb, comp
- Can Olgun p
- Earl Oliver tp
- Enrique Oliver sax
- King Oliver cor
- Sy Oliver tp
- Michael Olivera dr, comp
- Ramón Oliveras dr, comp
- Leïla Olivesi p, voc, comp, arr
- Isabelle Olivier harp, comp
- Eva Olmerová voc
- George Olsen dr, bl
- Jacek Olter dr, perc

## Om – Oz
- Jean Omer cl, ts, bl
- Benny Omerzell p, keyb, syn, org, comp
- Kenji Omura gi, voc
- Mitsuru Ono kb, bl
- Shunzo Ono tp, flh
- Yūji Ōno p, arr
- Ichirō Onoe dr
- Pedro Ontiveros fl, as, ss, git, comp
- Esa Onttonen git, comp, arr
- Hans van Oosterhout dr
- Jon Opstad dr
- Eivind Opsvik kb
- Peter Opsvik cl, ts, bar, fl, comp
- Sanni Orasmaa voc, comp
- György Orbán kb
- Marco von Orelli tp, cor, bl, comp
- Tom Oren p
- George Orendorff tp
- Larry Orenstein tp, voc
- Sue Orfield ts
- Peter Orins dr
- Paolo Orlandi dr
- Nivaldo Ornelas ts, ss, fl, comp, arr
- Gerhard Ornig tp, comp
- Tony Orrell dr
- Adriano Orru kb
- Anthony Ortega sax, fl, cl, bcl
- Clemens Orth p
- Guillaume Orti sax
- Aruán Ortiz p
- Gerd Hermann Ortler sax, comp, dir
- Charlotte Ortmann ts, fl
- Peter Ortmann p, keyb, kb
- Richard Ortmann bs, as, ss, perc, bl
- Kid Ory trb, voc, dr
- Joost van Os tp, cor
- Tamar Osborn bar, bcl, fl, sax, comp
- Mary Osborne git
- Mike Osborne as, comp
- Greg Osby as, ss, bl
- Kresten Osgood dr
- Gerald Oshita  ts, bar, contrabass sarrusophone, ss, perc, sarrusophone, shakuhachi, comp
- John Oslawski bar, bcl, fl
- Sam Ospovat dr
- Hartmut Oßwald ts, bar, cl, bcl
- Sophia Oster p, voc, comp
- Ulla Oster kb, comp
- Dora Osterloh voc, comp
- Corny Ostermann dr, cond
- Hazy Osterwald tp, vib, bl
- David Ostwald  tb
- Zachary Ostroff kb
- Tollef Østvang dr
- David Ostwald tb
- Margaux Oswald p
- René Oswald cl
- Igor Osypov git, comp
- Stanisław Otałęga kb
- Tuna Ötenel as, ts, ss, p, comp
- Hal Otis vln
- George Ōtsuka dr
- Nathan Ott dr, comp
- Roberto Ottaviano as, ss, comp
- Ned Otter ts
- Rogier van Otterloo cond, arr, dr, p, fl
- Rutger van Otterloo bar, as, ss, ts, perc, voc
- Marshall Otwell p
- Bernd K. Otto bj, git
- Matt Otto ts
- Mauro Ottolini trb, b-trb, tb, sousaphone, euphonium, recorder, shells, flh, launedda, arr, cond, comp
- Markku Ounaskari dr, perc
- Harold Ousley ts, fl
- Serge Oustiakine kb, voc
- Alfred „Chippy“ Outcalt trb
- Ruud Ouwehand kb, bg
- John Ouwerx p
- Bob van Oven kb
- Kassa Overall dr
- Cel Overberghe ts, ss, b, p
- Kieran Overs kb, comp
- Tony Overwater kb
- Ark Ovrutski kb
- Vardan Ovsepian p, keyb
- Chuck Owen p, arr, comp
- Endea Owens kb
- Frank Owens p, keyb
- Jimmy Owens tp, flh
- Ulysses Owens Jr. dr
- Tony Oxley dr
- Dick Oxtot cor, tp, kb, tu, bj, voc
- Fritz Ozmec dr, perc
- Marcin Ożóg kb, b
- Makoto Ozone p
- Masahiko Ozu dr